# Bitwa pod Trenton

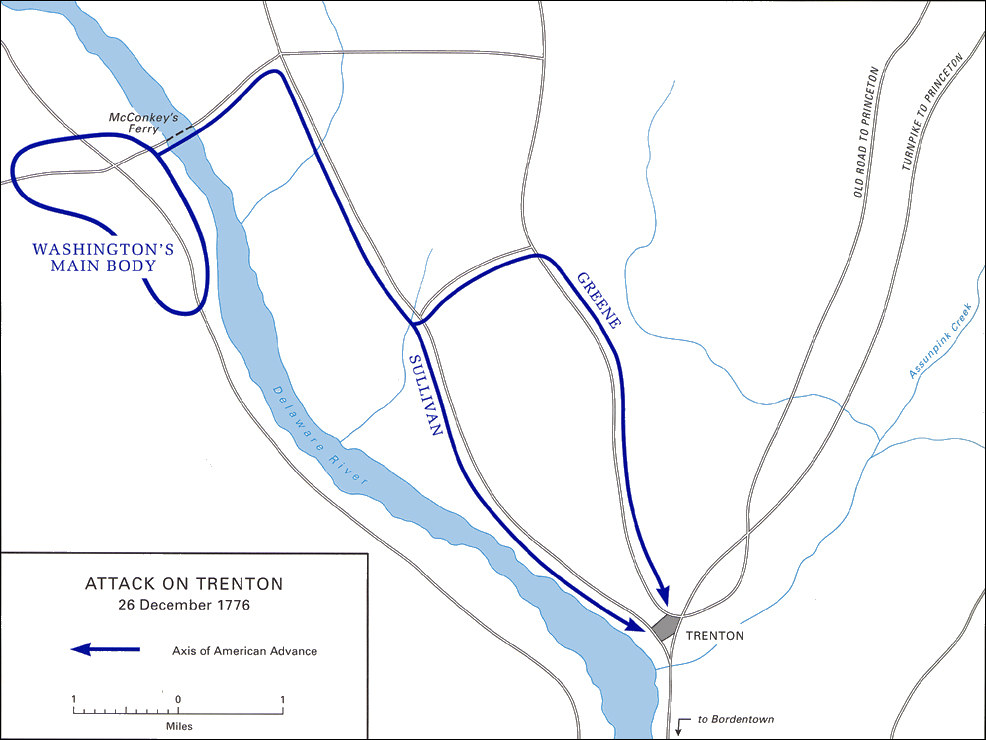
Atak na Trenton

Bitwa pod Trenton – starcie zbrojne, które miało miejsce 26 grudnia 1776 roku w czasie kampanii w Prowincji New Jersey, podczas amerykańskiej wojny o niepodległość.

## Wstęp
Ostatnie miesiące 1776 roku były dla George’a Washingtona i Armii Kontynentalnej okresem poszukiwania okazji do sukcesu. Upadek fortów Washington i Lee zmusił go do ucieczki w poprzek New Jersey przed armią Lorda Cornwallisa. Wczesnym grudniem udało mu się przekroczyć rzekę Delaware i przejść do Pensylwanii. Rebelianci spalili wszelkie łodzie tak, że Brytyjczycy nie mogli ruszyć w dalszy pościg zanim na rzece nie powstałaby skorupa lodowa. Armia Washingtona straciła większość ludzi z powodu chorób, dezercji i zakończenia okresu służby.
Gdy zbliżały się święta, amerykańscy zwiadowcy w New Jersey schwytali Lojalistę Johna Honaymana i doprowadzili go na przesłuchanie do Washingtona. W rzeczywistości był on amerykańskim szpiegiem. Poinformował on Waszyngtona o tym, że brytyjskie armie powróciły na leża zimowe do Nowego Jorku i na Staten Island. Kilka pozycji w New Jersey zaś było obsadzonych przez heskich najemników. Honeyman powrócił do Trenton, gdzie poinformował pułkownika Johanna Gottlieba Rälla, dowódcę garnizonu składającego się z trzech regimentów piechoty, że Amerykanie są kompletnie zdemoralizowani i są niezdolni do przeprowadzenia ataku.
Decyzja Waszyngtona, aby uderzyć na nieprzyjacielskie pozycje w New Jersey, była motywowana dwoma elementami:
- danie żołnierzom zwycięstwa poprzez niespodziewany atak
- obawę o kontynuację odchodzenia z armii kolejnych żołnierzy, którym kończył się okres służby (31 grudnia 1776[1])

## Bitwa
Około 11 wieczorem, 25 grudnia, wojska rebeliantów zaczęły przekraczać rzekę Delaware i szykować się do uderzenia. Pogoda jednak nie ułatwiała przeprawy. Ciężko załadowane łodzie musiały unikać kry, zaś ciężka burza śnieżna ograniczała widoczność. Część piechoty i artylerii nie zdołała przeprawić się przez rzekę i nie uczestniczyła w bitwie.
Farmer z hrabstwa Bucks próbował zaalarmować pułkownika Rälla, ten jednak zignorował przekazaną wiadomość.
Oddział amerykański był podzielony na dwie kolumny, jedną dowodzoną przez generała Nathanaela Greene, atakującą od strony rzeki, i drugą, idącą od zachodu, pod dowództwem generała Johna Sullivana.
Washington miał nadzieję atakować pod osłoną ciemności, lecz kłopoty przy przekraczaniu rzeki zmusiły go do wstrzymania działań do godziny 8 rano 26 grudnia. Pomiędzy oddziałami Armii Kontynentalnej a niewielką grupą Hesów wywiązała się strzelanina, która zaalarmowała pułkownika Rälla. Zaalarmowana załoga Trenton, próbowała pospiesznie zorganizować obronę. Jednak ostrzeliwaną przez amerykańską artylerię, dowodzoną przez młodego Alexandra Hamiltona, osadę opanował chaos a próba obrony zakończyła się zniszczeniem czterech heskich dział. Około 9.30 rano walki ustały. Straty heskie wynosiły 106 zabitych lub rannych a 918 dostało się do niewoli. Źródła różnią się co do wielkości strat amerykańskich. Niektóre mówią o stracie jednego oficera i jednego szeregowca, inne wspominają jedynie o 4 rannych.

## Po bitwie
Niespodziewane zwycięstwo pod Trenton stało się ważne dla Amerykanów z kilku powodów:
- po raz pierwszy ludzie Waszyngtona pokonali wrogą armię regularną w polu przy znikomych stratach własnych. Hesowie stracili ponad 100 zabitych i rannych i 900 wziętych do niewoli. Od 400 do 500 Hesów uciekło i prawdopodobnie stało się amerykańskimi farmerami. Poza tym Waszyngton zagarnął 6 dział, 40 koni i dużo zapasów, które natychmiast przetransportowano do Pensylwanii.
- zostało utrwalone dowództwo Waszyngtona, którego pozycja wśród delegatów na Kongres Kontynentalny zaczynała słabnąć. Wiadomości o zwycięstwie pod Trenton, które dotarły do Baltimore, utrwaliły jego dowództwo.
- zwycięstwo zwiększyło ducha bojowego żołnierzy. Nowy zaciąg został ogłoszony i duża liczba żołnierzy, którym kończył się okres służby przedłużyła kontrakty w Armii Kontynentalnej. Ten obrót wydarzeń umożliwił Waszyngtonowi wykonanie kolejnego śmiałego ruchu – ataku na Princeton, 3 stycznia.